# Atheta irrita
Atheta irrita es una especie de escarabajo del género Atheta, familia Staphylinidae. Fue descrita científicamente por Casey en 1911.
Habita en Canadá y los Estados Unidos.